# 多明尼克行動

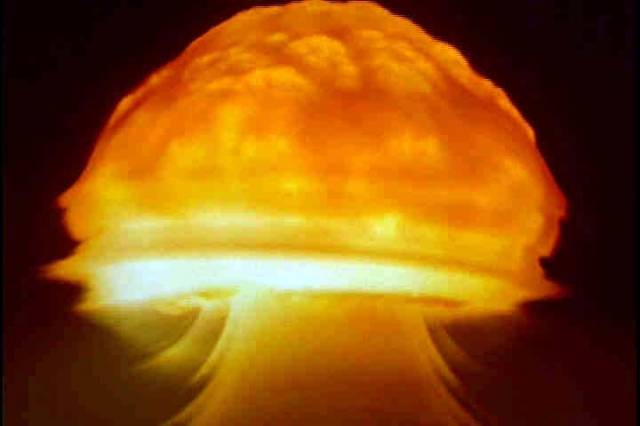
Dominic Chama核彈頭爆炸一刻

多明尼克行動是美國在1962年於太平洋進行的核試行動。是次核試行動共進行了31次核試，分別在約翰斯頓環礁、聖誕島 (基里巴斯)、加州對出太平洋三地進行，使用了空投, 自由空投, 高空火箭（30-80公里）, 降落傘, 水底引爆等方式試爆，被視為是對蘇聯試驗沙皇核彈的回應。這次核試是美蘇領導簽署《部分禁止核試驗條約》前的最後一次地面核試。

## 外部連結
- 多明尼克行動
- 美國核試資料 （页面存档备份，存于）
- 短片 Operation 1962年多明尼克行動 可在互联网档案馆自由下载